# Ruská vojenská intervence v Sýrii
Ruská vojenská intervence v Sýrii začala 30. září 2015 a je vedená v rámci syrské občanské války na podporu režimu Bašára al-Asada. Do bojů je zapojeno především letectvo. Podle Ruska i USA v Sýrii hrozí zástupná válka širšího konfliktu mezi Ruskou federací a Spojenými státy.

## Pozadí
Rusko udržuje dlouhodobé přátelské vztahy se syrskými vládami reprezentovanými zesnulým prezidentem Háfizem al-Asadem a jeho synem, rovněž prezidentem Bašárem al-Asadem, kteří byli, resp. jsou také předsedy Socialistické strany arabské obrody (Baas). Ruské námořnictvo využívalo a doposud využívá námořní základnu v Tartúsu. Po vypuknutí občanské války dodávalo Rusko Asadovi kromě humanitární pomoci také nejrůznější vojenskou výzbroj. Rusko vidí v osobě prezidenta Asada a v jeho vládě hráz proti militantnímu islamismu prezentovaného především organizací Islámský stát.

## Průběh

### 2015
Ruská intervence v Sýrii byla zahájena dne 30. září 2015 na základě žádosti prezidenta Sýrie Asada. Tuto žádost jednomyslně schválil ruský parlament. Podle ruského ministerstva obrany se letectvo zaměřuje na vojenské objekty, zbrojní sklady a komunikační sítě, které používají radikálové z Islámského státu. Agentura Reuters však s odvoláním na anonymní zdroj z americké armády uvedla, že ruské nálety zprvu nemířily na pozice islamistů.
V září začalo Rusko posilovat svoji přítomnost v Sýrii. Byla rozšířena letecká základna Chumajnim u Latákie, kde byly rozmístěny ruské letouny a také protiletadlová obrana. Dle nejmenovaného amerického činitele se na počátku jednalo o 28 letounů (čtyři víceúčelové Suchoje Su-30SM a po dvanácti bombardérech Suchoj Su-24M a Suchoj Su-25SM/UB), 14 vrtulníků (bitevní Mil Mi-24 a transportní Mil Mi-17) a protiletadlový komplet Pancir-S1. Pozdější zdroje uvádí dalších 6 Suchojů Su-34 a celkem 21 vrtulníků včetně 16 bitevníků Mil Mi-24. Dne 30. září zahájilo ruské letectvo bombardování cílů v oblasti guvernorátu Homs.
Dne 7. října 2015 odpálily čtyři lodě Kaspické flotily celkem 26 střel s plochou dráhou letu 3M-14T Kalibr NK (v kódu NATO SS-N-30A). Ministr obrany Ruska Sergej Šojgu uvedl, že střely byly namířeny na cíle v Islámským státem kontrolované části Sýrie, o čemž v koalici vedené USA, jež se angažuje jak v Sýrii tak v Iráku, existují pochybnosti. Střely po odpalu z jižní části Kaspického moře dle údajů letěly přibližně 1500 kilometrů k cílům v Sýrii přes vzdušný prostor Íránu a Iráku s nimiž byl přelet střel přes jejich území napřed konzultován a jimi povolen. Ministr Šojgu dále uvedl, že podle objektivních řídicích dat byly všechny cíle zničeny a nebyly zasaženy žádné civilní objekty. Pentagon však prohlásil, že nemá žádné údaje o výskytu jednotek Islámského státu v okolí Aleppa, kam některé rakety směřovaly. Rusko však tvrdí, že jeho útoky jsou cílené na všechny teroristické skupiny. Ruský ministr zahraničí prohlásil, že Moskva je ochotna navázat kontakt s povstaleckou skupinou známou jako Svobodná syrská armáda a koordinovat útoky na Islámský stát a další teroristické skupiny a připravit půdu pro politickou stabilizaci v Sýrii. Ministr obrany USA Ashton Carter v této souvislosti uvedl, že koaliční síly bojující v Sýrii proti Islámskému státu nebudou spolupracovat s Ruskem a že strategie Ruska je špatná, neboť útoky na cíle mimo Islámský stát jsou dle něj zásadní chybou.
Po zničení letu Kogalymavia 9268, obsazeného především ruskými občany, a teroristických útocích v Paříži zintenzivnilo Rusko své nálety. Zvýšilo také počet přítomných letounů na 69. Dne 20. listopadu informovalo BBC, že dle ruského ministerstva obrany dopadlo během čtyř dnů na nepřítele přes 100 střel s plochou dráhou letu a bylo zničeno na 800 cílů. Ruský personál také psal na bomby zprávy typu „Toto je pomsta za naše mrtvé“ a „Za Paříž“. Téhož dne vypálily ruské lodě v Kaspickém moři dalších 18 střel s plochou dráhou letu 3M-14T Kalibr NK na cíle v guvernorátech Rakka, Idlib a Aleppo.
Dne 8. prosince 2015 vypálila ve Středozemním moři plující ponorka Rostov na Donu (B-237) několik střel s plochou dráhou letu 3M-14 Kalibr PL (zveřejněné video ukazuje odpal čtyř střel z ponořené ponorky) na cíle v Rakka.

### 2016
Dne 14. března 2016 oznámil ruský prezident Vladimir Putin „dosažení stanovených cílů“ a zahájení stahování „hlavní části“ ruských sil ze Sýrie od 15. března. Zároveň oznámil, že v Sýrii zůstanou jednotky, které mají zabezpečit ruské základny v Sýrii. Termín ukončení stahování jednotek nezmínil. Během prvního týdne byly z Chumajnim staženy tři Su-24M, čtyři Su-34, všech dvanáct bitevních Su-25 a čtyři vrtulníky Mi-24/34, které ale nahradily nejméně dvě dvojice bitevních vrtulníků Mil Mi-28N a Kamov Ka-52.
Dne 12. dubna 2016 ruské ministerstvo obrany oznámilo ztrátu jednoho Mi-28N v provincii Homs, ke které mělo dojít z technických důvodů v ranních hodinách téhož dne. Pilot i operátor zahynuli.
Podle tvrzení generála Pavla směřuje jen třetina útoků na Islámský stát.
V polovině srpna 2016 Rusko rozmístilo v Íránu na základně Hamadán strategické bombardéry Tu-22M3, kterými bombardovalo cíle v Sýrii. Podle ruské státní agentury RIA Novosti se jednalo také o pozice Islámského státu. Ministerstvo obrany Ruska oznámilo, že bylo zničeno mj. šest skladišť munice IS. Po krátké době byly ruské bombardéry z Íránu staženy.

### 2017
V prvních dnech března 2017 dobyla syrská armáda s pomocí ruského letectva již podruhé starobylé pouštní město Palmýru. Vyhnala odtud všechny bojovníky Islámského státu, kteří doposud Palmyru ovládali. Ti však po celém městě položili miny, takže obsazování městského území probíhalo pomalu. Údaje ruského ministra obrany Šojgua o osvobození Palmyry potvrdila i Syrská pozorovací mise pro lidská práva se sídlem ve Velké Británii.
10. října při startu ze základny Chumajnim havaroval bombardér Su-24M, přičemž oba členové posádky zahynuli.
11. prosince oznámil prezident Putin, že Rusko stáhne většinu svých vojsk. Stále však ponechá některé vojáky na základnách v Hmejmímu (letectvo) a v Tartúsu (námořnictvo).

## Vztahy s ostatními intervenujícími zeměmi
Turecko v průběhu náletů varovalo Rusko, že se má vyhnout bombardování „civilních turkmenských vesnic“, a že pokračující bombardování může vést k „závažným důsledkům“. Dne 24. listopadu byl tureckou F-16 sestřelen ruský bombardér Su-24, poté co byl údajně několikrát varován. Vojenský analytik Martin Koller však zpochybnil způsob tureckého varování a označil incident za plánovanou provokaci ze strany Turecka. Letoun dopadl na syrské území nedaleko tureckých hranic. V reakci na to Rusko umístilo na své letecké základně Hmeimim protiletecký systém S-400 s dosahem až 400 km.

## Kritika ruské intervence
Ruská vojenská intervence v Sýrii vyvolala podle některých pozorovatelů další vlnu migrantů, a to kvůli údajným útokům na civilní obyvatelstvo. Dva čeští ministři obvinili Rusko, že migrantům pomáhá s dopravou do EU.
Rusko v průběhu intervence bombardovalo jak vojenské, tak i civilní cíle. Například podle britského listu The Guardian nebo syrsko-americké zdravotnické společnosti (SAMS) bylo do konce října 2015 poničeno pět nemocnic: dvě v Aleppu a po jedné v Latákii, v Idlibu a v Hamá. V Idlibu podle nich při bombardování zemřelo nejméně 10 civilistů (podle organizace Syrských ochránců lidských práv (SOHR) 13 civilistů) a dva zaměstnanci, 28 civilistů bylo zraněno. Rusko tato obvinění popřelo. Podle výpovědí humanitárních organizací, které zveřejnil britský list The Times dne 1. prosince 2015, údajně Rusko už několik týdnů používalo při bombardování civilních cílů v Rakce a Idlibu bílý fosfor a dopouštělo se tak válečných zločinů, jelikož jeho použití v civilních oblastech zakazují ženevské úmluvy. Tato tvrzení však nebyla ověřena nezávislými pozorovateli a ruská armáda se k nim nevyjádřila. Do konce listopadu 2015 podniklo Rusko asi 1500 náletů, 32 % jejich obětí byli podle syrské opoziční organizace SOHR civilisté.
Naproti tomu nezávislý zbrojní analytik Jaroslav Štefec uvedl v listopadu 2015, že letecké údery ze strany Ruska jsou velmi účinné, ale směřují i na jiné skupiny, které v oblasti působí a jsou protivníky vlády prezidenta Asada.
Na webu dobrovolnické iniciativy Informnapalm byl v únoru 2016 uveřejněn rozhovor s povstaleckým generálem Ahmadem Rahalem, který byl do roku 2012 generálem syrských ozbrojených sil, náměstkem ministra obrany Sýrie a velitelem námořnictva. Ten v roce 2012 odmítl dále plnit rozkazy Bašára al-Asada a přeběhl na stranu povstalecké Svobodné syrské armády. V rozhovoru mimo jiné prohlásil, že ruské letectvo bombardovalo syrské civilisty, zatímco ruská propaganda šířila hesla o boji proti Islámskému státu. Přes 95 % ruských leteckých útoků je podle něj mířeno proti syrskému národu a Svobodné syrské armádě. V Sýrii údajně přítomných 12 tisíc ruských vojáků obvinil z napomáhání genocidě syrského národa, jelikož v 80 % případů úmrtí civilistů jde o důsledek ruských operací a bombardování. Uvedl, že 70 tisíc lidí opustilo své domovy a stalo se uprchlíky kvůli ruským náletům a dalších 350 tisíc obyvatel východních částí Aleppa se k útěku chystá. Ahmad Rahal tvrdil, že Rusko používá proti civilistům některé typy zakázaných zbraní: fosforové, kazetové a vakuové pumy a rakety typů Kalibr, TOW22 a TOW95. Rusko podle něj v Sýrii opakuje scénář z Grozného, tzn. totální likvidaci lidí a stromů. Ruská přítomnost v Sýrii podle něj představuje určitý druh okupace. Islámský stát označil za teroristickou organizaci, kterou vytvořily Asadova tajná policie, Rusko, Írán, Irák a také některé západní tajné služby. Tvrdil, že Rusko nejen nebombarduje, ale dotuje Islámský stát. Spojené státy se podle něj snaží bránit sjednocení povstalců a prodlužovat válku v Sýrii za účelem vyčerpání libanonského Hizballáhu, Íránu a Ruska.
V říjnu 2016 nebylo Rusku prodlouženo členství v šestičlenné regionální skupině za východní Evropu v Radě OSN pro lidská práva. Podle komentátorů se tak stalo v reakci na obvinění Ruska a jím podporovaného syrského režimu z válečných zločinů v Sýrii.